# Acantholimon vvedenskyi
Acantholimon vvedenskyi är en triftväxtart som beskrevs av Igor Alexandrovich Linczevski. Acantholimon vvedenskyi ingår i släktet Acantholimon och familjen triftväxter. Inga underarter finns listade i Catalogue of Life.